# Castiglione Messer Raimondo
Castiglione Messer Raimondo là một đô thị và thị xã của Ý. Đô thị này thuộc tỉnh Teramo trong vùng Abruzzo. Castiglione Messer Raimondo có diện tích 30 km2, dân số theo ước tính năm 2005 của Viện thống kê quốc gia Ý là 2389 người. 
Các đơn vị dân cư:
Đô thị Castiglione Messer Raimondo giáp với các đô thị: